# اولدملدرام
اولدملدرام (به انگلیسی: Oldmeldrum) یک روستا در بریتانیا است که در آبردین‌شایر واقع شده‌است. اولدملدرام ۲٬۱۸۷ نفر جمعیت دارد.